# Paramatachia cataracta
Paramatachia cataracta là một loài nhện trong họ Desidae.
Loài này thuộc chi Paramatachia. Paramatachia cataracta được miêu tả năm 1962 bởi Brian J. Marples.